# Halmos Béla
Halmos Béla (Szombathely, 1946. június 4. – Budapest, 2013. július 18.) Széchenyi-díjas magyar népzenész, népzenekutató, hegedűtanár. A magyarországi hangszeres népzenei és táncházmozgalom egyik elindítója, a Sebő Együttes egyik alapító tagja, 1990-től a Kalamajka zenekar prímása. A zenetudományok kandidátusaként tanított a Zeneakadémia Népzene tanszékén, a Magyar Művelődési Intézet tudományos főmunkatársa volt, megszervezte és OTKA támogatással működtette a Hangszeres Népzene Kutató Csoportot, és ő indította el a Táncház Archívum szervezését, aminek később vezetőjeként dolgozott.
Szabadidejében táncházmozgalmi, társadalmi feladatokat is vállalt. Kiemelkedő szerepe volt abban, hogy 2011 novemberében a magyar táncház módszer fölkerült az UNESCO szellemi kulturális örökség listájára.

## Életútja
Édesapja, Halmos Béla építészmérnök, városrendező, tájszervező, édesanyja, M. Szabó Rozália tanítónő (akitől a zene szeretetét is kapta; nagyszülei, M. Szabó Ferenc és a mesterszakács Paulik Rozália, éttermet vezettek). Négy lánytestvére is mind tanult zenét. 1969-ben házasodott, felesége Gyenes Katalin, akit a Műegyetem szimfonikus zenekarában ismert meg. Két leányuk született, Borbála 1970-ben, Kata 1976-ban.
Gyermekkorát Gyulán töltötte, itt kezdte komolyzenei tanulmányait. Előbb hegedülni, majd brácsázni is tanult. Játszott zeneiskolai, városi, egyetemi zenekarokban és kamaraegyüttesekben, illetve a katonai szolgálata idején, rövid ideig szólógitárosként egy beat-zenekarban is zenélt. Diplomáját 1970-ben szerezte a Budapesti Műszaki Egyetem Építészmérnöki Karán, városrendezésre szakosodott tervező építészmérnökként. Ezután a Városépítési Tudományos és Tervező Intézetben helyezkedett el.
Még az egyetem befejezése előtt, az építészmérnök-jelöltek nemzetközi diáktáborban érte diáktársaival a felismerés, hogy míg más nemzetek saját folklórjukkal tökéletesen mulatnak, a magyar résztvevők egy népdalt sem tudtak elénekelni. Ez után jött a Magyar Televízió által szervezett „Röpülj Páva” népdalverseny, ahol Sebő Ferenccel ketten Duna menti népdalokat énekeltek, ám párosuk kiesett a versenyen. Halmos Béla szólistaként folytatta, és gitárral kísért magyar népdalait nyaralással jutalmazták. 1969-től előbb a Sebő–Halmos duó, majd 1974-től a Sebő együttes alapító tagjaként az énekelt versek és a népzene előadóművészeként szerepelt itthon, Európában, Amerikában, Kanadában, Kubában és Japánban is. Eközben ugyanakkor olyan néprajztudósok irányították és adták kézről kézre őket, mint Vargyas Lajos, Martin György, Kallós Zoltán, Sárosi Bálint, Vikár László, akik által megismerkedtek az eredeti, a többszólamú hangszeres népi muzsikával. Az ő útmutatásuk alapján főként erdélyi falvakban végeztek autentikus kutatómunkát, hogy gyűjtsék, megtanulják az eredeti román és magyar népzene dallamait és előadásmódját. 1972-től, Budapesten, hatalmas érdeklődés mellett, néptáncosokkal táncházakat szerveztek, ahol mint prímás lépett fel. Emellett 1972-1979 között a Vegyipari Dolgozók Szakszervezete Bartók Béla Néptáncegyüttesének zenekarvezetője is volt. 1981–1986 között különböző vidéki városokban (Győr, Jászberény, Szeged, Debrecen, Bonyhád) szervezett táncházzenész tanfolyamokat.
1975-től kezdődően jelentek meg az egy-egy részterületet felölelő, a széki hangszeres népzenét elemző-bemutató publikációi. Ebben az időben tagja az MTA Népzenekutató Csoportjának, majd az MTA Zenetudományi Intézetének külső munkatársaként – Martin György megbízásából – a népi tánczene körébe tartozó hegedűdarabok lejegyzésével, zenekari partitúrák készítésével, valamint a felvételek archiválásával foglalkozott. Az intézet aspiránsaként 1987-ben kapta meg „a zenetudományok kandidátusa” tudományos fokozatot. Ez után előbb a Hangszeres Népzene Osztályon, majd – mikor ez 1988-ban megszűnt, – átkerült a Néptánc Osztályra, ahol 1992-ig – egészen a kutatásra fordított pénzügyi támogatás leállításáig – dolgozott. Ekkortól a Magyar Művelődési Intézet tudományos főmunkatársaként szervezte és – az Országos Tudományos Kutatási Alapprogramok támogatásával – működtette a Hangszeres Népzene Kutató Csoportot. Közben, alkalmi fellépésekkel és a táncházi muzsikálással, majd 1990-től 2009-ig a Kalamajka együttes prímásaként előbb a Molnár utcai Művelődési Ház, majd a jogutódjaként működő Aranytíz táncházában, heti rendszerességgel muzsikált.

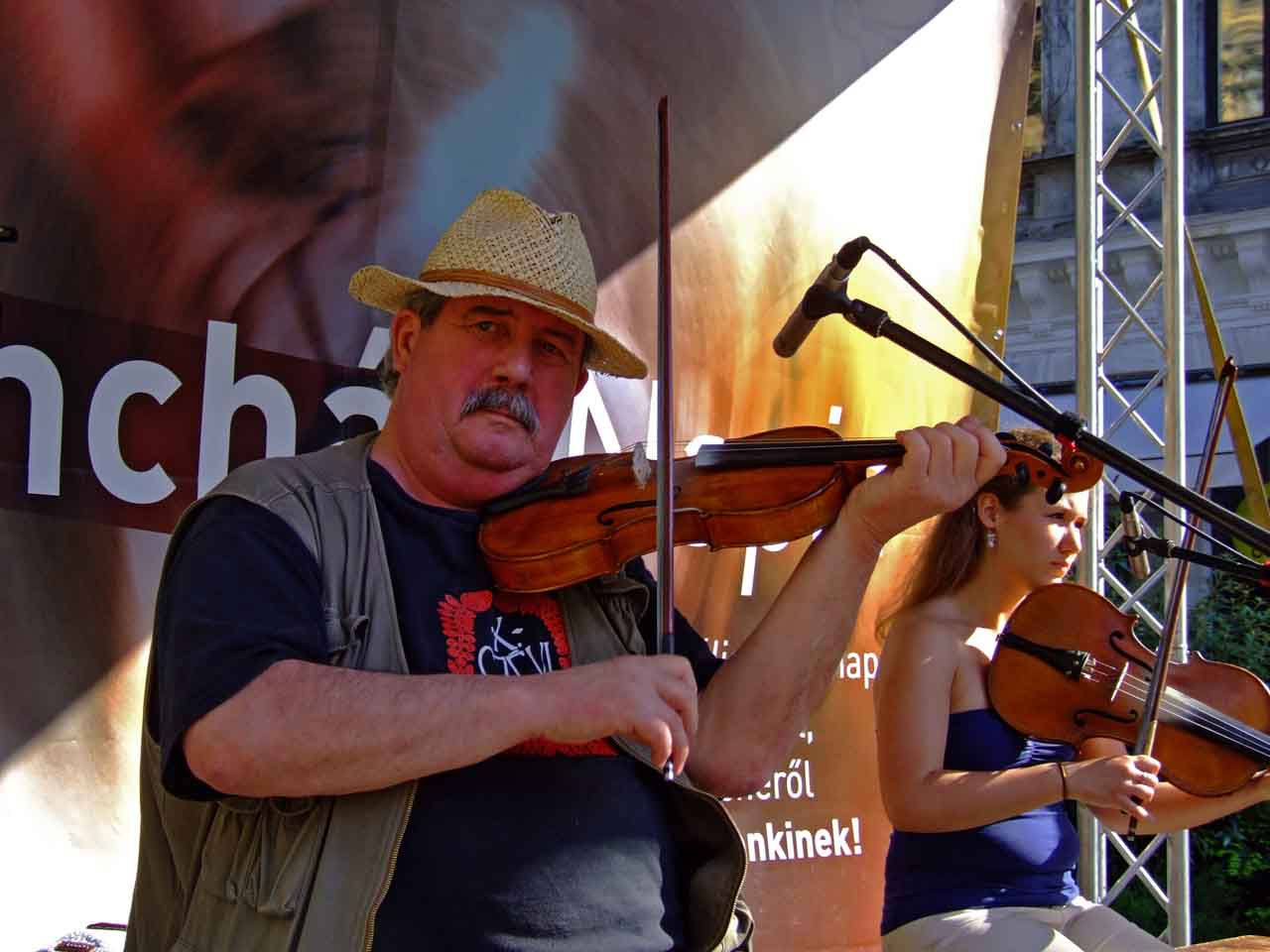
Halmos Béla egy fellépésén

1999-ben kezdte el a Táncház Archívum szervezését, melynek 2000-től kinevezett osztályvezetője volt, melynek feladata, hogy az 1970-es évektől kibontakozó táncházmozgalom, színpadi néptánc és más népművészeti mozgalmak történetét és eredményeit kutatja és archiválja. 2001-ben áthelyezéssel a Hagyományok Háza Népművészeti Műhelyébe került, majd a Lajtha László Folklórdokumentációs Központba, ahol immár a Táncház Archívum vezetőjeként dolgozott.
A 2007/2008-as tanévtől a Liszt Ferenc Zeneművészeti Egyetem Népzene tanszakának oktatója volt. Ugyancsak népzenét oktatott a Pécsi Tudományegyetem Zenei Elméleti és Kórus szakán. Mint népzenei szakértő és zenei rendező közreműködött a Hagyományok Háza televíziójának népzenei műsoraiban, illetve szerkesztője és zenei rendezője volt egy 9 részből álló, népzenészeket, énekeseket bemutató dokumentumfilm-sorozatnak (Muzsikusportrék). Tagja volt a Magyar Művészeti Akadémiának, az Amatőr Néptáncosok Országos Tanácsa Zenei Szekciójának, a Magyar UNESCO Bizottság Kulturális Albizottságának, a Kossuth és Széchenyi Díj Zene- és Táncművészeti Albizottságának. A Táncházi Kamara (ma Táncház Egyesület) első elnöke, majd elnökségi tagja, a Magyar Zenei Tanács alapító tagja. A Hagyományok Háza Baráti Köre közhasznú egyesület alapítóelnöke. 2008-tól haláláig a PG Csoport zenekar állandó közreműködője, tagja. Előadóként számos hangzóanyagon szerepel, népzenei kiadványokat is szerkesztett, tanulmányokat, önálló köteteket írt a népi hangszeres tánczene és a táncházmozgalom témakörében.

## Emlékezete
2014 májusában a Táncház Napjának alkalmából avatták fel a tiszteletére állított emléktáblát a népzenész – és a táncházmozgalom egyik alapítójának – egykori lakóhelyén, Budapest II. kerületében, a Forint utcában.
2014. július 15-én rendezik meg először a gyulai várban a Halmos Béla Népzenei Fesztivált, ahol a legismertebb magyar művészek emlékeznek meg elhunyt kollégájukról.
Szomjas György portréfilmet készített róla "Hosszú Búcsú Halmos Bélától" címmel 2014-ben.

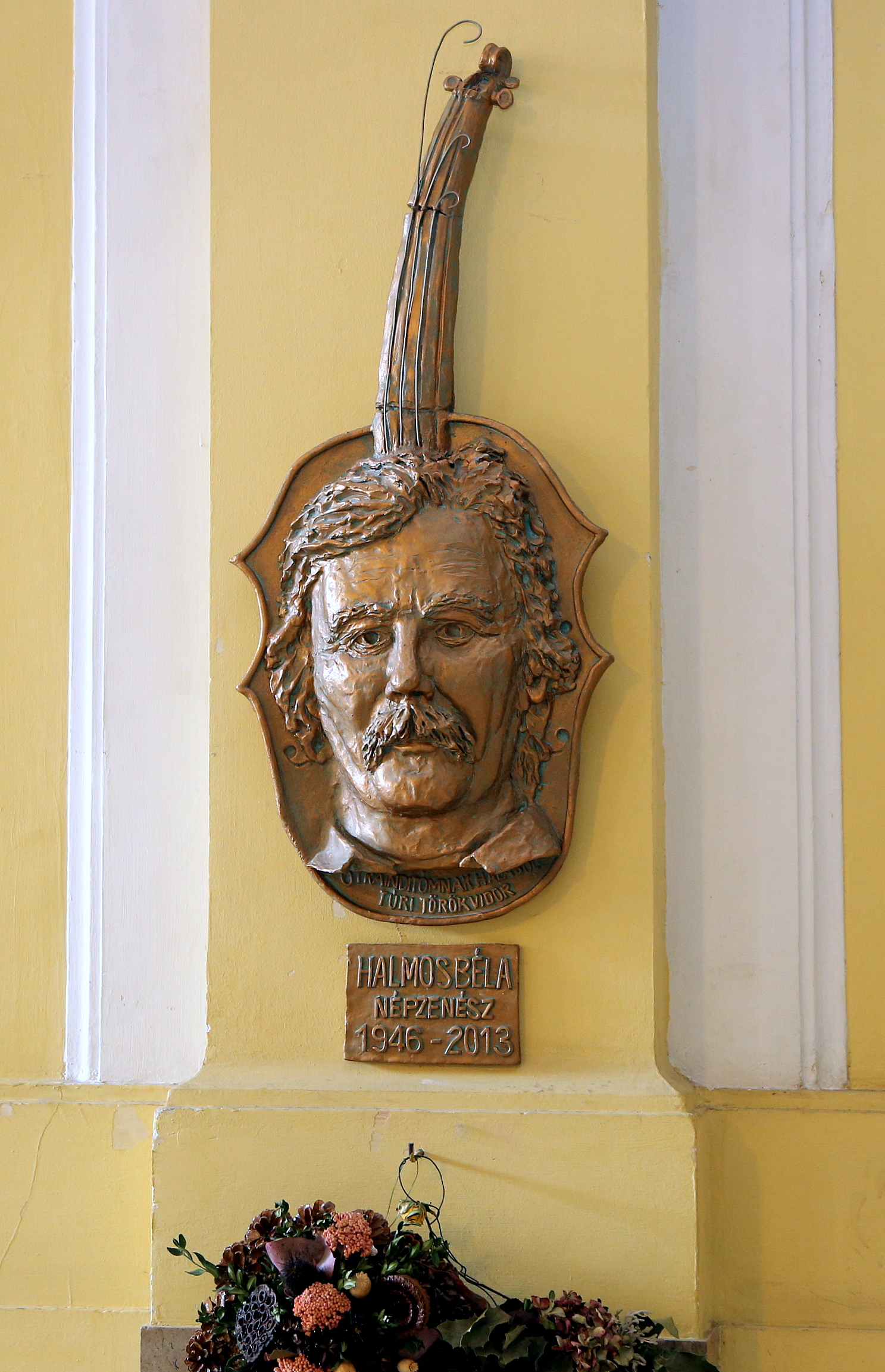
Halmos Béla dombormű a Budai Vigadó épületében

### Halmos Béla-díjak
2015. május 9-én, a IV. Táncház Napján rendezett gálán, a Zeneakadémián adták át először a róla elnevezett díjakat.

#### Halmos Béla-vándordíj
A vándordíj maga Halmos Béla egykori hegedűje, amit Barbarossa János készített. A mesterhegedűt egy éves használatra, szakmai kuratórium döntése alapján olyan aktív, táncházakban muzsikáló, 40 év alatti, hagyományos népi hangszeres zenét játszó muzsikus kaphatja, aki határokon is átívelő, elkötelezett munkásságot folytat, élénk kapcsolata van a határon túli magyar közösségekkel.
Díjazottak:
- 2015 Lipták Dániel[6]
- 2016 Horsa István[7]
- 2017 Nyitrai Tamás[8]
- 2018 Mihó Attila[9]
- 2019 Csonka Ferenc[10]
- 2020 Kovács Márton Bence[11]
- 2021 Gelencsér János[12]
- 2022 Csernók Klára [13]

#### Halmos Béla-emlékérem
Az emlékérmet a Hagyományok Háza Baráti Köre Egyesület készíttette és olyan személy kaphatja, aki a táncházmozgalom keretén belül kimagasló szakmai és/vagy közösségi tevékenységet folytat.
Díjazottak:
- 2015 Ötvös Györgyi[14]
- 2016 Virágvölgyi Márta[7]
- 2017 Simoncsics János[8]
- 2018 Henics Tamás[9]
- 2019 Havasréti Pál[15]
- 2020 Turi András[11]
- 2021 Vasváry Annamária[12]
- 2022 Rőmer Ottó [13]

## Díjai
- 1973: A Népművészet Ifjú Mestere
- 1974: A Szocialista Kultúráért
- 1976: SZOT-díj (Sebő Ferenccel megosztva)
- 1985: Állami Díj (Sebő Ferenccel és Timár Sándorral megosztva)
- 1989: Magyar Művészetért díj
- 1998: A táncházmozgalom kezdeményezőinek A Planetáris Tudat díj (Sebő Ferenccel és Timár Sándorral megosztva)[16]
- 1999: Magyar Örökség díj[17]
- 1999: Gyula díszpolgára
- 1999: Budapestért díj (Sebő Ferenccel megosztva)
- 2006: Bartók Béla-emlékdíj
- 2007: A Magyar Köztársasági Érdemrend tisztikeresztje
- 2012: Prima díj a magyar népművészet és közművelődés kategóriában
- 2012: Népművészet Mestere díj – Jelentős hagyományátörökítő és értékmentő tevékenységéért[18]
- 2013: Széchenyi-díj / a „népművészeti örökségünk ápolásáért, a népzeneoktatás megszervezésében való tevőleges részvételéért, a Táncház Archívum létrehozásáért, a hagyományok megőrzésében és továbbadásában meghatározó jelentőségű, a szellemi kulturális világörökség részét képező táncházmódszer megalkotásáért és elterjesztéséért, rendkívül sokrétű tevékenysége elismeréseként" /

## Hanghordozón

### Önálló lemezek
- Az a szép piros hajnal. SLPX18173, Hungaroton, Budapest, 1989
- Röpülj Páva! SP60016 BIEM, Qualiton, Budapest, 1970

### Önálló lemezek a Sebő együttessel
- Weöres – Sebő együttes. SEP27481, Pepita, Budapest, 1974
- Táncház – Sebő együttes. SEP28022, Hungaroton, Budapest, 1974
- Sebő együttes. SLPX17482, Pepita, Budapest, 1975
- Táncházi muzsika – Élő Népzene VI. SLPX18031-32, Hungaroton, Budapest, 1978
- La Hongrie Musique et Dances – Ensemble Ferenc Sebő. ARN33444, Arion, Rennes, 1978
- Sebő Ferenc – Énekelt versek SLPX13877, Hungaroton, Budapest, 1980

### Önálló lemez a Sebő és a Muzsikás együttessel
- Táncház I. – Élő népzene IV. SLPX18041, Hungaroton, Budapest, 1978
- Táncház II. – Élő népzene V. SLPX18042, Hungaroton, Budapest, 1978

### Önálló lemezek a Kalamajka együttessel
- Megütik a dobot (Etnofon, az Egyszólam együttessel közösen) EP-CD048, Etnofon és a Pax Pannoniae Kft., Budapest, 1998
- Ez is Borivóknak való! AKÓCD001, Akó Kft., Budapest, 1999
- Haj Rákóczi, haj Bercsényi. PTCD001, Petrovits Tamás (Petrovits Kiadó), Budapest, 2002
- Széki pár—In memoriam Molnár-utcai táncház. PTCD002, Petrovits Tamás (Petrovits Kiadó), Budapest, 2003
- Aprók táncházában II. PTCD003, Petrovits Tamás (Petrovits Kiadó), Budapest, 2003
- A Molnár utca 9-től az Aranytízig FA-229-2. (Fonó Budai Zeneház) 2006[19]

### Közreműködés önállóan
- Szörényi Levente – Hazatérés. SLPX17641, Pepita, Budapest, 1980
- Táncház Találkozó 1982. KR-920, Magyar Színkör, Budapest, 1983
- Hongrie Le Dernier Passage. 558610, Radio France, (Franciaország), 1983
- Dúdoltam én: Sebestyén Márta. SLPX18118, Hungaroton, Budapest, 1987
- A felkelő nap háza – Nemzetközi Népzenei Fesztivál, Szeged 1988. SLPX18157-58, Hungaroton, Budapest, 1989
- Pál apostol levelei (Gryllus Dániel citerán, Halmos Béla brácsán), Gryllus Kft., 1999. CD Audió

### Közreműködés a Sebő–Halmos duóval
- József Attila, Berek Kati, Sebő Ferenc, Halmos Béla. LPX13734, Hungaroton, Budapest, 1972

### Közreműködés a Sebő együttessel
- MIDEM’79. SPS70363, Hungaroton, Budapest, 1979
- Kalocsai kertek alatt...
- College Music in Hungary – Bakfark Consort. SLPX11760, Hungaroton, Budapest, 1976
- Hazáért és szabadságért – Rákóczi dokumentumok. SLPX15053, Hungaroton, Budapest, 1976
- Táncház. SLPX18033, Hungaroton, Budapest, 1977
- Trufa – Magyar népi humor. LPX18040, Hungaroton, Budapest, 1978
- Táncház Találkozó 1982. KR-920, Magyar Színkör, Budapest, 1983

### Közreműködés a Kalamajka együttessel
- Vagabond. Filmzene. GCD 032 Gryllus Kft., Budapest, 2003.
- Ünnepeink (Etnofon) 2008.[20]
- Magyar katonadalok és énekek a XX. századból. P+C MEGA 2001CD1, Megafilm, Budapest, 2000
- Vetettem gyöngyöt. Világzene Magyarországon. ER-CD 094 Etnofon Records, Budapest, 2007 (1986. Hidegen fújnak a szelek (Magyarok Világszövetsége)[21])
- Hős Rákóczi népe. Móra Ferenc és Krúdy Gyula kuruc meséi (Fazekas Zsuzsa, Tóth Tamás, Kalamajka). Karcsú Kkt, Budapest, 2007
- A szárnyas bocs. Karcsú 06 (Páskándi Géza, Fazekas Zsuzsa, Tóth Tamás, Kalamajka). Karcsú Kkt, Budapest, 2008
- 2003. Magyarok tündöklő csillaga – Benedek Elek népmondák (Karcsú KKT)

## Publikációi

### Könyvei
- Ádám István és bandája (Egy széki zenekar monográfiája). Kandidátusi disszertáció, kézirat, Budapest, 1986
- A széki férfitáncok zenéje. Széki hangszeres népzene I. (Virágvölgyi Mártával közösen). Magyar Művelődési Intézet, Budapest, 1995
- "Meg kell a búzának érni." A magyar táncházmozgalom 40 éve; szerk. Halmos Béla, Hoppál Mihály, Halák Emese; Európai Folklór Intézet, Bp., 2012

### Tanulmányai
- A széki háromhúros kontra. In: Síppal-dobbal 4., Budapest, 1975, 25-41.
- Ádám István széki prímás. In: Zenetudományi Dolgozatok 1980, Budapest, 85-113.
- Ádám István széki prímás. In: A széki hangszeres népzene, szerk.: Felföldi László és Virágvölgyi Márta. Planétás Kiadó, Budapest, 2000, 398-426.
- Közjátékok egy széki vonósbanda tánczenéjében. In: Zenetudományi Dolgozatok 1981, Budapest, 191-220.
- Közjátékok egy széki vonósbanda tánczenéjében. In: A széki hangszeres népzene, szerk.: Felföldi László és Virágvölgyi Márta. Planétás Kiadó, Budapest, 2000, 109-139.
- Tizenkét széki csárdás. Egy tánczenei folyamat vizsgálata. In: Népzene és zenetörténet IV., szerk.: Vargyas Lajos. Budapest, 1982, 157-224.
- Tizenkét széki csárdás. Egy tánczenei folyamat vizsgálata. In: A széki hangszeres népzene. Szerk.: Felföldi László és Virágvölgyi Márta. Planétás Kiadó, Budapest, 2000, 274-351.